# Prunum roosevelti
Prunum roosevelti är en snäckart som först beskrevs av Bartsch och Alfred Rehder 1939.  Prunum roosevelti ingår i släktet Prunum och familjen Marginellidae. Inga underarter finns listade i Catalogue of Life.